# جوناس كارلسون
جوناس كارلسون (بالسويدية: Jonas Karlsson)‏ هو صحفي سويدي، ولد في 2 يوليو 1977 في كارلستاد في السويد.